# 道守王
道守王（ちもりおう/ちもりのおおきみ、生没年不詳）は、奈良時代の皇族。官位は従五位上・備中守。

## 経歴
孝謙朝の天平勝宝3年（751年）无位から従五位下に直叙される。
淳仁朝の天平宝字7年（763年）正月に従五位上・備中守に叙任されるが、翌天平宝字8年（764年）8月に発生した藤原仲麻呂の乱における去就は不明。

## 官歴
『続日本紀』による。
- 天平勝宝3年（751年）正月9日：従五位下
- 天平宝字7年（763年）正月9日：従五位上、備中守